# Permitividad del vacío
| Valor de ε0              | Unidades     |
| ------------------------ | ------------ |
| 8,854 187 8128(13)×10−12 | F⋅m−1        |
| 55,26349406              | e2⋅eV−1⋅μm−1 |

La permitividad del vacío, comúnmente denominada ε0 (pronunciado "épsilon subcero"), es el valor de la permitividad dieléctrica absoluta del vacío. También puede denominarse permitividad del espacio libre, constante dieléctrica o capacitancia distribuida del vacío. Es una constante física ideal (de referencia). Su valor CODATA es:
8.854 187 8128(13)×10−12 (faradios por metro), con una incertidumbre relativa de 1.5×10−10.
Es una medida de la densidad que adquiere un campo eléctrico formado en el vacío en respuesta a la presencia cargas eléctricas, y relaciona las unidades de carga eléctrica con cantidades mecánicas como la longitud y la fuerza. Por ejemplo, la fuerza entre dos cargas eléctricas separadas con simetría esférica (en vacío del electromagnetismo clásico) viene dada por la ley de Coulomb:
{\displaystyle F_{\text{C}}={\frac {1}{4\pi \varepsilon _{0}}}{\frac {q_{1}q_{2}}{r^{2}}}}
Aquí, q1 y q2 son las cargas, r es la distancia entre sus centros y el valor de la fracción constante {\displaystyle 1/(4\pi \varepsilon _{0})} (conocida como ley de Coulomb, ke) es aproximadamente 9 × 109 N⋅m2⋅C−2. Asimismo, ε0 aparece en las ecuaciones de Maxwell, que describe las propiedades de los campos eléctrico y magnético y de la radiación electromagnética, y las relaciona con sus fuentes. En ingeniería eléctrica, el propio ε0 se utiliza como unidad para cuantificar la permitividad de diversos materiales dieléctricos.

## Valor
El valor de ε0 está definido por la fórmula
{\displaystyle \varepsilon _{0}={\frac {1}{\mu _{0}c^{2}}}}
donde c es el valor definido para la velocidad de la luz en el vacío en el Sistema Internacional de Unidades,: 127  y μ0 es el parámetro que las organizaciones internacionales de normalización llaman "constante magnética" (comúnmente llamada permeabilidad del vacío o permeabilidad del espacio libre). Dado que μ0 tiene un valor aproximado de 4π × 10−7 H/m, y c tiene el valor definido de 299792458 m⋅s−1, se deduce que ε0 se puede expresar numéricamente como
{\displaystyle {\begin{aligned}\varepsilon _{0}&\approx {\frac {1}{\left(4\pi \times 10^{-7}\,{\textrm {N/A}}^{2}\right)\left(299792458\,{\textrm {m/s}}\right)^{2}}}\\[2pt]&={\frac {625000}{22468879468420441\pi }}\,{\textrm {F/m}}\\[2pt]&\approx 8.85418781762039\times 10^{-12}\,{\textrm {F}}{\cdot }{\textrm {m}}^{-1}\end{aligned}}}
(o A2⋅s4⋅kg−1⋅m−3 en unidades básicas del Sistema Internacional, o C2⋅N−1⋅m−2 o C⋅V−1⋅m−1 usando otras unidades coherentes del SI).
Los orígenes históricos de la constante dieléctrica ε0 y su valor se explican con más detalle a continuación.

### Redefinición de las unidades del SI
El amperio se redefinió estableciendo la carga eléctrica como un número exacto de culombios a partir del 20 de mayo de 2019, con el efecto de que la permitividad eléctrica del vacío ya no tiene un valor exactamente determinado en unidades del SI. El valor de la carga del electrón se convirtió en una cantidad definida numéricamente, no medida, haciendo de μ0 una cantidad medida. En consecuencia, ε0 no es un valor exacto. Como antes, se define mediante la ecuación ε0= 1/(μ0c2) y, por lo tanto, está determinado por el valor de μ0, la permeabilidad magnética del vacío, que a su vez está determinada por la constante de estructura fina adimensional α, determinado experimentalmente:
{\displaystyle \varepsilon _{0}={\frac {1}{\mu _{0}c^{2}}}={\frac {e^{2}}{2\alpha hc}}\ ,}
siendo e la carga eléctrica, h la constante de Planck y c la velocidad de la luz en el vacío, cada uno con valores exactamente definidos. La incertidumbre relativa en el valor de ε0 es, por lo tanto, la misma que para la constante de estructura fina adimensional, es decir, 1.5×10−10.

## Terminología
Históricamente, el parámetro ε0 ha sido conocido por muchos nombres diferentes. Están muy extendidos los términos "permitividad del vacío" o sus variantes, como "permitividad en/del vacío", "permitividad del espacio vacío", o "permitividad del vacío". Las organizaciones de normalización de todo el mundo utilizan ahora "constante eléctrica" como término uniforme para esta cantidad, y los documentos de normas oficiales han adoptado el término (aunque continúan enumerando los términos más antiguos como sinónimos).
Otro sinónimo histórico fue "constante dieléctrica del vacío", ya que en el pasado se usaba a veces "constante dieléctrica" para denominar a la permitividad absoluta. Sin embargo, en el uso moderno, "constante dieléctrica" normalmente se refiere exclusivamente a la permitividad relativa ε/ε0 e incluso este uso es considerado "obsoleto" por algunos organismos de normalización a favor de permitividad estática relativa. Por lo tanto, la mayoría de los autores modernos consideran obsoleto el término "constante dieléctrica del vacío" para la constante eléctrica ε0, aunque se pueden encontrar ejemplos ocasionales de su uso continuado.
En cuanto a la notación, la constante se puede indicar mediante ε0 o ϵ0, utilizando cualquiera de los dos glifos comunes para la letra ε.

## Origen histórico del parámetroε0
Como se indicó anteriormente, el parámetro ε0 es una constante del sistema de medición. Su presencia en las ecuaciones que ahora se utilizan para definir cantidades electromagnéticas es el resultado del proceso llamado "racionalización" que se describe a continuación. Pero el método para asignarle un valor es consecuencia del resultado de que las ecuaciones de Maxwell predicen que, en el espacio libre, las ondas electromagnéticas se mueven a la velocidad de la luz. Comprender por qué ε0 tiene el valor que tiene requiere una breve comprensión de la historia.

### Racionalización de unidades
Los experimentos de Coulomb y otros demostraron que la fuerza "F" entre dos "cantidades" puntuales iguales de electricidad que están situadas a una distancia "r" entre sí en el vacío, debería estar dada por una fórmula que tiene la forma
{\displaystyle F=k_{\text{e}}{\frac {Q^{2}}{r^{2}}},}
donde Q representa la cantidad de electricidad presente en cada uno de los dos puntos, y ke es la constante de Coulomb. Si se comienza sin restricciones, entonces el valor de ke se puede elegir arbitrariamente. Para cada elección diferente de ke hay una "interpretación" diferente de Q: para evitar confusiones, a cada "interpretación" diferente se le debe asignar un nombre y un símbolo distintivos.
En uno de los sistemas de ecuaciones y unidades acordados a finales del siglo XIX, llamado "sistema de unidades electrostático centímetro-gramo-segundo" (el sistema cgs esu), la constante ke se tomó igual a 1, y una cantidad ahora llamada "carga eléctrica gaussiana" qs fue definida por la ecuación resultante
{\displaystyle F={\frac {{q_{\text{s}}}^{2}}{r^{2}}}.}
La unidad de carga gaussiana, el estatoculombio, es tal que dos unidades, separadas por una distancia de 1 centímetro, se repelen con una fuerza igual a la unidad de fuerza cgs, la dina. Por lo tanto, la unidad de carga gaussiana también se puede escribir 1 dina1/2 cm. La "carga eléctrica gaussiana" no es la misma cantidad matemática que la carga eléctrica moderna (MKS y posteriormente del SI) y no se mide en culombios.
Posteriormente se desarrolló la idea de que sería mejor, en situaciones de geometría esférica, incluir un factor 4π en ecuaciones como la ley de Coulomb y escribirlo en la forma:
{\displaystyle F=k'_{\text{e}}{\frac {{q'_{\text{s}}}^{2}}{4\pi r^{2}}}.}
Esta idea se llama "racionalización". Las cantidades qs′ y ke′ no son las mismas que las de la convención anterior. Poner ke′= 1 genera una unidad de electricidad de diferente tamaño, pero aún tiene las mismas dimensiones que el sistema cgs esu.
El siguiente paso fue tratar la cantidad que representa la "cantidad de electricidad" como una cantidad fundamental por derecho propio, denotada por el símbolo q, y escribir la Ley de Coulomb en su forma moderna:
{\displaystyle \ F={\frac {1}{4\pi \varepsilon _{0}}}{\frac {q^{2}}{r^{2}}}.}
El sistema de ecuaciones así generado se conoce como sistema de ecuaciones racionalizado metro-kilogramo-segundo (rmks), o sistema de ecuaciones "metro-kilogramo-segundo-amperio (mksa)". La nueva cantidad q recibe el nombre de "carga eléctrica rmks", o (hoy en día) simplemente "carga eléctrica". La cantidad qs utilizada en el antiguo sistema cgs esu está relacionada con la nueva cantidad q mediante:
{\displaystyle \ q_{\text{s}}={\frac {q}{\sqrt {4\pi \varepsilon _{0}}}}.}
En la redefinición de las unidades del SI la carga elemental se fija en 1,602176634 10−19 amperios-segundo y el valor de la permitividad del vacío debe determinarse experimentalmente.: 132 

### Determinación de un valor paraε0
Ahora se añade el requisito de que se quiere medir la fuerza en newtons, la distancia en metros y la carga en la unidad práctica de los ingenieros, el culombio, que se define como la carga acumulada cuando fluye una corriente de 1 amperio por segundo. Esto muestra que al parámetro ε0 se le debe asignar la unidad C2⋅N−1⋅m−2 (o unidades equivalentes, en la práctica "faradios por metro").
Para establecer el valor numérico de ε0, se hace uso del hecho de que si se utilizan las formas racionalizadas de la ley de Coulomb y de la ley de la fuerza de Ampère (y otras ideas) para desarrollar las ecuaciones de Maxwell, entonces se encuentra que existe la relación establecida anteriormente entre ε0, μ0 y c0. En principio, se tiene la opción de decidir si hacer del culombio o del amperio la unidad fundamental de la electricidad y el magnetismo. Se tomó la decisión internacional de utilizar el amperio. Esto significa que el valor de ε0 está determinado por los valores de c0 y μ0, como se indicó anteriormente. Para obtener una breve explicación de cómo se decide el valor de μ0, consúltese permeabilidad del vacío.

## Permitividad de los medios reales
Por convención, la constante eléctrica ε0 aparece en la relación que define la densidad de flujo eléctrico D' en términos del campo eléctrico E y de la densidad de polarización eléctrica clásica P del medio. En general, esta relación tiene la forma:
{\displaystyle \mathbf {D} =\varepsilon _{0}\mathbf {E} +\mathbf {P} .}
Para un dieléctrico lineal, se supone que P es proporcional a E, pero se permite una respuesta retardada y una respuesta espacialmente no local, por lo que se tiene que:
{\displaystyle \mathbf {D} (\mathbf {r} ,\ t)=\int _{-\infty }^{t}dt'\int d^{3}\mathbf {r} '\ \varepsilon \left(\mathbf {r} ,\ t;\mathbf {r} ',\ t'\right)\mathbf {E} \left(\mathbf {r} ',\ t'\right).}
En el caso de que la no localidad y el retraso de la respuesta no sean importantes, el resultado es:
{\displaystyle \mathbf {D} =\varepsilon \mathbf {E} =\varepsilon _{\text{r}}\varepsilon _{0}\mathbf {E} }
donde ε es la permitividad y εr la permitividad estática relativa. En el vacío del electromagnetismo clásico, la polarización es P= 0; y entonces εr= 1 y ε= ε0.

## Interpretación física

La permitividad ε representa la facilidad de un medio (mostrado en azul) para transportar cargas eléctricas. Cuanto más alta sea, más fácil será acumular cargas opuestas en las dos armaduras sin crear demasiada tensión entre ellas

Eugène Hecht, en su libro “Óptica”, da esta interpretación: «Conceptualmente, la permitividad representa, por tanto, el comportamiento eléctrico del medio. Es, en cierto sentido, una medida del grado en que el material es sensible al campo eléctrico en el que se encuentra».
Por tanto, la permitividad del vacío puede verse como la respuesta del vacío en presencia de un campo eléctrico: si fuera mayor, esto fortalecería aún más la capacidad de los conductores para almacenar cargas. Por otro lado, el campo eléctrico creado por la misma cantidad de carga se reduciría, ya que se necesitaría una mayor superficie cargada eléctricamente para ejercer una fuerza idéntica.

## Aplicaciones

### Campo eléctrico generado por una carga puntual

El campo eléctrico generado por una carga puntual disminuye con la distancia. Está orientado en la dirección opuesta a la carga, porque se mide desde el punto de vista de una carga positiva, que aquí sería repelida por la carga que aparece representada

El campo eléctrico procedente de la fuente S se distribuye, a medida que aumenta la distancia, sobre un área cada vez mayor, proporcional al cuadrado del radio de la esfera que rodea la carga (y de la que solo se representa una fracción)

Cuando una partícula cargada se coloca en el espacio, ejerce una fuerza sobre otras cargas que disminuye con la distancia. Por tanto, cada punto del espacio puede asociarse a la fuerza que experimentaría un culombio de carga colocado allí; esta cantidad se llama campo eléctrico (en newton por culombio). Sin embargo, este campo es tanto más importante cuanto que la carga central {\displaystyle q} es elevada. Pero ésta se distribuye sobre la esfera que rodea la carga: cuanto más nos alejamos, mayor es el área de la esfera y más disminuye el carga eléctrica por unidad de área. Sin embargo, el campo de fuerza eléctrica en un punto dado es proporcional a esta densidad de carga superficial {\displaystyle {\frac {q}{A_{Sphere}}}={\frac {q}{4\pi r^{2}}}}: cuanto más densa es la distribución de la carga, más fuerte es el campo. El coeficiente que vincula estas dos cantidades es precisamente {\displaystyle {\frac {1}{\varepsilon _{0}}}}: de hecho, si la permitividad del vacío indica la densidad de carga necesaria para generar un campo de 1 N/C, su inverso resalta el campo creado por una unidad de densidad de carga, que, multiplicado por la densidad de carga total, por lo tanto da el campo total generado. Así, el campo eléctrico ejercido por la carga central sobre un punto situado en la superficie de la esfera de radio {\displaystyle r} tendrá la norma:

### Condensador

Un condensador está formado por dos armaduras, una positiva y otra negativa, que crean un cierto campo eléctrico (representado por las flechas negras) sobre el espacio que las separa. Para transportar un culombio de carga positiva desde la armadura negativa a la armadura positiva es necesario, por lo tanto, realizar un trabajo, porque la carga es atraída por el punto de donde sale y repelida por el punto hacia donde se dirige

Un condensador eléctrico es un componente electrónico capaz de almacenar cargas en dos armaduras muy grandes y poco espaciadas. La capacidad eléctrica (expresada en faradios) es la cantidad de carga que pueden soportar las armaduras por unidad de tensión creada entre ellas. El voltaje aquí representa la energía gastada para pasar un culombio de carga de una armadura a la otra: cuanto más carga hay en las armaduras, más fuerza significativa sufre el culombio desplazado, aumentando así la energía gastada durante su paso, y por lo tanto la tensión entre las dos armaduras. Por lo tanto, para conocer la capacidad es fundamental conocer la fuerza ejercida por las cargas presentes sobre las armaduras. Sin embargo, esta fuerza es proporcional a la densidad de carga de las armaduras por unidad de superficie: 15 C recogidos sobre una superficie de 10 m² producen así la misma fuerza que 1,5 C sobre una superficie de 1 m². Ahora bien, este vínculo es exactamente el que establece la permitividad, que asocia a un determinado medio la densidad de carga superficial necesaria para ejercer una fuerza de 1 N sobre 1 C de carga. Si las dos armaduras están separadas por el vacío, basta, para encontrar la relación de capacidad {\displaystyle C} entre carga y tensión de las armaduras, multiplicar ε0 por el área {\displaystyle A} de éstas y dividirla por la distancia {\displaystyle d} entre ambas:
De hecho, la cantidad de carga por metro cuadrado en el numerador de la permitividad del vacío se multiplica por el área de las armaduras, lo que da por tanto la carga total, mientras que el campo eléctrico presente en el denominador se multiplica por la distancia recorrida por la carga que pasa por el condensador, lo que da como resultado el voltaje entre las armaduras. Por lo tanto, se visualiza claramente la relación de capacidad.